# Maladie de Willebrand
 Mise en garde médicale
La maladie de Willebrand aussi appelée maladie de von Willebrand ou syndrome de Willebrand, une maladie hémorragique constitutionnelle (hémopathie). Elle touche les deux sexes. Il s'agit en réalité d'un ensemble de maladies qui ont comme point commun une anomalie quantitative ou qualitative du facteur Willebrand.
Elle touche 1 à 5 individus sur 10 000.
Erik Adolf von Willebrand, médecin finlandais, a été le premier à décrire la maladie en 1926 sous le nom de pseudohémophilie héréditaire.
Chez de nombreux patients atteints de la maladie de von Willebrand, un autre facteur de coagulation, le facteur VIII, est également touché ce qui fait que cette maladie a souvent été confondue avec l’hémophilie A.
Elle se manifeste beaucoup plus souvent chez la femme que chez l’homme en raison de la grossesse ou des règles. Le sous-diagnostic chez l’homme est fréquent.
L’importance des manifestations varie beaucoup même dans une famille.
Le traitement dépend du type et de l’importance des hémorragies.
Les manifestations hémorragiques ne s'améliorent généralement pas avec l'âge.

## Cause
La maladie est due à une mutation du gène VWF localisé sur le locus p13.3 du chromosome 12. Le facteur Willebrand FW joue un rôle dans l'agrégation plaquettaire. En effet le FW joue un rôle d'interaction entre les plaquettes et le tissu sous-endothélial.

## Manifestations cliniques
Elle se manifeste par des hémorragies muqueuses (saignements de nez, gingivorragies, ménorragies ..) et cutanées, spontanées ou provoquées par un traumatisme. Dans cette affection, les hémorragies amygdaliennes sont les plus évocatrices de la maladie, et les hémorragies utérines sont les plus fréquentes. On peut également retrouver plus rarement un purpura. 
Dans les formes sévères (type 3), on retrouve même parfois des hématomes, des hémorragies intra-abdominales et rétro-péritonéales.
Ces hémorragies sont secondaires aux troubles de la coagulation mais aussi à une angiodysplasie, fréquente au niveau du tube digestif, et pouvant provoquer des hémorragies graves.

## Types

### Formes congénitales
Trois types congénitaux sont décrits : 

#### Type 1
La plus fréquente, 75 % des Willebrand, correspondent à un déficit quantitatif partiel. Le facteur Von Willebrand fonctionne normalement, mais se trouve en quantité insuffisante.

#### Type 2
20 % des Willebrand, correspondent à un déficit qualitatif (la quantité dans le sang des personnes atteintes est souvent normale). Le problème est que le facteur Von Willebrand ne fonctionne pas normalement. Il existe plusieurs sous-types dont la distinction est importante entraînant des traitements différents.

##### Type 2A
Ce type représente (10 à 15 % des Willebrand et 75 % des maladies de Willebrand de type II). Le facteur von Willebrand ne possède pas une structure normale lui permettant d’interagir normalement avec les plaquettes sanguines et les vaisseaux sanguins.
Il peut être acquis chez les patients souffrant d'un rétrécissement aortique.

##### Type 2B
Le facteur von Willebrand se fixe avec trop d’affinité aux plaquettes sanguines. Le taux de plaquettes sanguines peut être abaissé.

##### Type 2M
Le facteur von Willebrand présente une affinité réduite pour les plaquettes.
Il y a un nombre suffisant d'antigènes mais l'activité du cofacteur de la ristocétine est diminuée.

##### Type 2N (Normandie)
Le facteur von Willebrand ne se lie pas normalement au facteur VIII de la coagulation sanguine, sa mutation manque d'affinité, il ne protège plus les plaquettes. La concentration en facteur Willebrand est normale alors que celle facteur 8 est sévèrement abaissée, ce qui fait souvent confondre ce type avec une hémophilie A. Cette forme se dénomme ainsi ("N") car le premier cas recensé était Normand.

#### Type 3
Elle est rare. Elle affecte environ une personne sur 500 000. Elle correspond à un déficit quantitatif complet : il n'y a pas de synthèse de facteur Willebrand.

### Forme acquise
Il est beaucoup plus rare que le déficit congénital. Il est décrit dans certains myélomes ou certaines gammapathies monoclonales. Il peut être associé à une angiodysplasie du tube digestif pouvant se compliquer d'hémorragie. C'est le cas, en particulier, lors d'un syndrome de Heyde associant rétrécissement aortique, angiodysplasies coliques et déficit en facteur Willebrand. Dans ce cas, le déficit serait due à la destruction du facteur qui est élongué par les turbulences sanguines secondaires à l'atteinte valvulaire, facilitant l'action d'une  protéase.

## Diagnostic
Le diagnostic est suspecté par la clinique et confirmé par la biologie.

### Test de dépistage
Le temps de saignement, habituellement réalisé par les méthodes de Duke et d’Ivy, est peu reproductible. Il n'est actuellement plus utilisé pour explorer l'hémostase primaire, on lui préférera le temps d'occlusion plaquettaire qui permet l’exploration de l'hémostase primaire.
Un temps de céphaline activé normal n’exclut pas le diagnostic de la maladie de Willebrand car dépend du type de Willebrand.
Utile pour le diagnostic différentiel des autres maladies hémorragiques.
Le nombre de plaquettes est normal dans la maladie de Willebrand à l'exception de celle de type IIb.
La concentration en facteur VIII est constamment diminué dans le type 3.

### Test de diagnostic
Il repose sur le dosage du facteur de Von Willebrand. Son interprétation dépend du groupe sanguin. Il varie en cas d’inflammation, selon l’âge, la grossesse ou la prise de contraception. Il permet la détection de la plupart des types 1, une partie des types 2 et tous les types 3.
Le dosage de l’activité cofacteur de la ristocétine permet d'apprécier l'activité fonctionnelle du facteur Willebrand. Il est presque toujours diminué (excepté le type 2 N). L'étude de l’agrégation à faible doses de ristocétine permet de diagnostiquer certains types de maladie de Willebrand.
L'étude de la distribution des multimères ne se pratique que dans des laboratoires de références de l’exploration de l’hémostase.

## Diagnostic différentiel
La maladie de Willebrand a souvent été confondue avec l’hémophilie surtout de type A d’où son nom de pseudo hémophilie.

## Traitement

### Moyens
- Desmopressine[12] (Le patient doit vérifier s'il est répondeur)
- Concentré de facteur VIII avec facteur de Von Willebrand[12]
- Acide tranexamique
- Acide aminocaproïque

### Indications

#### Type I
Le traitement de choix est la desmopressine.

#### Type II et III
Le traitement fait appel aux concentrés de facteur VIII avec facteur de Von Willebrand.

#### Prévention secondaire
En cas de chirurgie, le facteur VIII doit impérativement être dosé, de même que parfois le facteur Willebrand selon la forme de la maladie. Du facteur Willebrand en association avec du facteur VIII (Wilstart) doit être perfusé une heure avant la chirurgie, son acheminement est assuré par la banque du sang. La dose dépend du pourcentage de facteur VIII dosé chez le patient. Le facteur VIII du patient va ainsi réaugmenter, et le facteur Willebrand non muté apporté va éviter la dégradation précoce de ce même facteur VIII.
Après la chirurgie, du facteur Willebrand seul doit être apporté (Wilfactin) pour éviter la surcharge en facteur VIII, la dose dépendant du pourcentage de facteur Willebrand dosé chez le patient. Ce facteur Willebrand non muté va ainsi prévenir la destruction du facteur VIII exogène et endogène. L'administration de ces produits ainsi que leur dose dépend de la forme de la maladie du patient ainsi que de son taux de facteur VIII et de facteur Willebrand. 
Le patient doit porter sur lui un papier ou une carte indiquant sa maladie et son type, ainsi qu'un numéro de téléphone joignable 24 h/24 permettant de contacter le centre d'hémopathie du CHU le plus proche, où un spécialiste pourra détailler toute la marche à suivre.

## Mode de transmission
- Le type I est à Transmission autosomique dominante[12].
- Les types IIC, IIN et III sont à Transmission autosomique récessive[12].